# Aniołki Leakeya
Aniołki Leakeya – potoczna nazwa zespołu trzech badaczek zajmujących się badaniem małp człekokształtnych w ich środowisku naturalnym: Jane Goodall (szympansy), Dian Fossey (goryle) i Birute Galdikas (orangutany). Wszystkim projektom, rozpoczętym w latach 60. i 70. patronował znany archeolog i paleontolog brytyjski Louis Leakey. Projekty te przyniosły istotne odkrycia naukowe i przyczyniły się do podjęcia szerszych działań na rzecz uratowania zagrożonych gatunków małp człekokształtnych.
Nazwa Aniołki Leakeya pochodzi prawdopodobnie od tytułu znanego serialu filmowego Aniołki Charliego.